# Фрессин (Тарн)
Фресси́н (фр. Fraissines, окс. Fraissinhas) — коммуна во Франции, находится в регионе Юг — Пиренеи. Департамент — Тарн. Входит в состав кантона Кармо-1 Ле-Сегала. Округ коммуны — Альби.
Код INSEE коммуны — 81094.

## География
Коммуна расположена приблизительно в 550 км к югу от Парижа, в 95 км северо-восточнее Тулузы, в 30 км к востоку от Альби.
На юго-востоке коммуны протекает река Тарн.

## Климат
Климат умеренно-океанический. Зима мягкая и дождливая, лето жаркое с частыми грозами. Ветры довольно редки.

## Население
Население коммуны на 2010 год составляло 93 человека.
| 1962 | 1968 | 1975 | 1982 | 1990 | 1999 | 2010 |
| ---- | ---- | ---- | ---- | ---- | ---- | ---- |
| 143  | 104  | 90   | 82   | 92   | 97   | 93   |

## Экономика
В 2007 году среди 59 человек в трудоспособном возрасте (15—64 лет) 45 были экономически активными, 14 — неактивными (показатель активности — 76,3 %, в 1999 году было 83,0 %). Из 45 активных работали 41 человек (21 мужчина и 20 женщин), безработных было 4 (2 мужчин и 2 женщины). Среди 14 неактивных 3 человека были учениками или студентами, 8 — пенсионерами, 3 были неактивными по другим причинам.

## Достопримечательности
- Крест на кладбище (XVI век). Исторический памятник с 1953 года.[4]